# Pauline Lecarpentier
Pauline Lecarpentier (née le 27 mai 1997 à Boulogne-sur-Mer) est une lutteuse libre française.

## Carrière
Elle remporte aux Jeux de la Francophonie de 2017 à Abidjan la médaille de bronze dans la catégorie des moins de 69 kg.
En 2018, elle termine à la 4e place dans la catégorie des moins de 68 kg aux Jeux méditerranéens de 2018 à Tarragone.
Elle remporte la médaille d'argent dans la catégorie des moins de 62 kg au Grand Prix de France Henri Deglane 2019 à Nice. En 2020, elle participe à la Coupe du monde de lutte individuelle à Belgrade, en Serbie.
En janvier 2021, elle obtient la médaille d'argent dans la catégorie des moins de 76 kg au Grand Prix de France Henri Deglane 2021 à Nice. En mars 2021, elle participe au tournoi européen de qualification à Budapest, en Hongrie, dans l'espoir de se qualifier pour les Jeux olympiques d'été de 2020 à Tokyo, au Japon. En mai 2021, elle ne réussit à se qualifier pour les Jeux olympiques lors du tournoi mondial de qualification qui s'est tenu à Sofia, en Bulgarie.
Elle remporte la médaille d'argent dans la catégorie des moins de 68 kg au tournoi Dan Kolov - Nikola Petrov 2022 qui s'est tenu à Veliko Tarnovo, en Bulgarie. Un mois plus tard, elle obtient la médaille d'argent dans la catégorie des moins de 68 kg aux Championnats d'Europe de lutte 2022 à Budapest.
Elle est médaillée de bronze dans la catégorie des moins de 72 kg aux Championnats d'Europe de lutte 2023 à Zagreb.

## Palmarès
| Année | Compétition             | Lieu     | Résultat | Catégorie      |
| ----- | ----------------------- | -------- | -------- | -------------- |
| 2017  | Jeux de la Francophonie | Abidjan  | 3e       | Moins de 69 kg |
| 2022  | Championnats d'Europe   | Budapest | 2e       | Moins de 68 kg |
| 2022  | Jeux méditerranéens     | Oran     | 1re      | Moins de 68 kg |
| 2023  | Championnats d'Europe   | Zagreb   | 3e       | Moins de 72 kg |